# شهادة شهود العيان
شهادة شهود العيان هي الرواية التي يقدمها أحد المارة أو الضحية في قاعة المحكمة، والتي تصف ما لاحظه ذلك الشخص خلال الحادثة المحددة التي تكون قيد التحقيق. من الناحية المثالية، تُفصّل عملية تذكر الأحداث هذه؛ ولكن لا يحدث هذا دائمًا. يستخدم هذا التذكر كدليل لإظهار ما حدث من وجهة نظر الشاهد. اعتُبر التذكر مصدرًا موثوقًا به في الماضي، ولكنه تعرض مؤخرًا للانتقاد، إذ يدعم حاليًا الطب الشرعي علماء النفس في ادعائهم بأن الذكريات والتصورات الفردية قد تكون غير موثوقة ويمكن التلاعب بها ومنحازة. ونتيجة لذلك، تحاول العديد من الدول والولايات داخل الولايات المتحدة الآن إجراء تغييرات في كيفية تقديم شهادات شهود العيان في المحكمة. يركز علم النفس المعرفي بشكل متخصص في موضوع شهادة شهود العيان.

## الموثوقية
حقق علماء النفس في مصداقية شهادات شهود العيان منذ بداية القرن العشرين. كان هوغو مونستربرغ أحد الرواد البارزين في هذا المجال، إذ شرح في كتابه المثير للجدل «على منصة الشاهد» لعام 1908 إمكانية الخطأ في روايات شهود العيان، لكنه واجه انتقادات شديدة، خاصة في الدوائر القانونية. ومع ذلك، اكتسبت أفكاره شعبية لدى الجمهور. بعد عقود، برّأَ اختبار الحمض النووي العديد من الأفراد المدانين على أساس شهادات شهود عيان خاطئة. أظهرت الدراسات التي أجراها شيك ونويفل ودوير أن العديد من عمليات التبرئة المستندة إلى الحمض النووي تضمنت أدلة شهود عيان.
في السبعينيات والثمانينيات، أظهر بوب بوكهوت، من بين أمور أخرى، أنه يمكن محاكاة ظروف شهود العيان، ضمن القيود الأخلاقية وغيرها، وأن عددًا كبيرًا منهم قد يخطئ في شهاداته.
في دراسته، «قد يكون حوالي 2000 شاهد عيان مخطئًا» أجرى بوكهوت تجربة مع 2145 مشاهدًا في المنزل لبث إخباري شهير. عرضت شبكة التلفزيون مقطع فيديو مدته 13 ثانية لسرقة، أنتجه بكهوت. وشاهد المشاهدون في الفيديو رجلًا يرتدي قبعة يركض خلف امرأة ويطرحها ويأخذ حقيبتها. كان وجه الجاني مرئيًا لمدة 3.5 ثانية فقط. وأعقب المقطع مذيع يطلب من المشاركين في المنزل التعاون في تحديد هوية الرجل الذي سرق المحفظة. كان هناك تشكيلة من ستة مشتبه بهم من الذكور، لكل منهم رقم مرتبط به. يمكن للأشخاص في المنزل الاتصال برقم على شاشتهم للإبلاغ عن المشتبه به الذي يعتقدون أنه الجاني. كان الجاني هو المشتبه به رقم 2. كان لدى المتصلين أيضًا خيار الإبلاغ إذا لم يعتقدوا أن الجاني كان من ضمن الأشخاص في الطابور. اختارت نفس النسبة تقريبًا من المشاركين المشتبه بهم 1 و2 و5، في حين قالت المجموعة الأكبر، حوالي 25%، إنهم يعتقدون أن الجاني لم يكن في الطابور. أبلغت مراكز الشرطة عن الرجل الخطأ أيضًا باعتباره الشخص المشتبه به الذي ارتكب الجريمة. كان الهدف الرئيسي من هذه التجربة هو إثبات الحاجة إلى أنظمة أفضل للحصول على الأوصاف المشبوهة من شهود العيان.
السؤال المطروح هو ماذا عن حدث يجعل من السهل جدًا على شهادات شهود العيان أن تُتذكَّر بشكل خاطئ. وفيما يتعلق بمشاهدة الجريمة في الوقت الفعلي «فقد تغلبت شروط الملاحظة على التفرد»، إذ تجعل مفاجأة أو صدمة الجريمة التي تحدث من الصعب الانتباه بدقة إلى كل التفاصيل بصرف النظر عن التجربة الحسية أو المهمة التي كان يقوم بها الفرد بالفعل. قد يتأثر أي شيء يمكن أن يتذكره الشاهد أو الضحية بعدد من العوامل: الوقت من اليوم، هل كان هناك ما يكفي من الضوء لرؤية الحدث حقًا، وعدد الأشخاص المحيطين بهم، وما الذي كان سيجعل ميزات الجاني تبرز وسط الحشد؟ والضوضاء المحتملة أو التوتر أو القلق الناجم عن الموقف، وغيرها من عوامل التشتيت التي تلعب دورًا كبيرًا فيما تدركه أذهاننا وتعالجه وتتذكره.
تتنوع الآليات التي تجعل شهادات شهود العيان غير دقيقة للغاية.
إحدى الطرق هي أن تتأثر ذاكرة الشخص بالأشياء التي شوهدت أو سمعت بعد وقوع الجريمة. يُعرف هذا التشويه بتأثير المعلومات الخاطئة بعد الحدث (Loftus and Palmer، 1974). بعد حدوث جريمة واستدعاء شاهد العيان، ستحاول المحكمة جمع أكبر قدر ممكن من المعلومات لتجنب التأثير الذي قد يأتي من البيئة، مثل وسائل الإعلام. في كثير من الأحيان عندما تكون الجريمة محاطة بالكثير من الدعاية، قد يتعرض شاهد عيان لإسناد مصدر خاطئ. يحدث الإسناد الخاطئ للمصدر عندما يكون الشاهد غير متأكد بشأن مكان وزمان هذه الذكرى. إذا لم يتمكن الشاهد من تحديد مصدر ذاكرته المسترجعة بشكل صحيح، يُنظر إلى الشاهد على أنه غير موثوق به.
بينما يرى بعض الشهود أن الجريمة برمتها تحدث أمامهم، لكن يشهد بعضهم فقط جزءًا من الجريمة. هؤلاء الشهود هم أكثر عرضة لتجربة التحيز التأكيدي. توقعات الشهود هي السبب في التشويه الذي قد يأتي من التحيز التأكيدي. مثلًا، وجد ليندهولم وكريستيانسون (1998) أن شهودًا على جريمة صورية لم يشهدوا الجريمة بأكملها، شهدوا مع ذلك على ما كانوا يتوقعون حدوثه. عادة ما تكون هذه التوقعات متشابهة بين الأفراد بسبب تفاصيل البيئة.
يقع تقييم مصداقية شهادة شهود العيان على عاتق جميع المحلفين الأفراد عندما تُقدّم مثل هذه الأدلة كشهادة في محاكمة في الولايات المتحدة. أظهرت الأبحاث أن هيئات المحلفين الصورية غالبًا ما تكون غير قادرة على التمييز بين شهادة شهود العيان الزائفة والدقيقة. غالبًا ما يبدو أن «المحلفين» يربطون مستوى ثقة الشاهد بدقة شهادتهم. تُظهر نظرة عامة على هذا البحث أجراها لاوب وبورنشتاين أن هذا المقياس غير دقيق أبدًا.